# Lajos Keresztes-Fischer
Lajos Keresztes-Fischer (Pécs, 8 gennaio 1884 – Vöcklabruck, 29 aprile 1948) è stato un generale ungherese, che ricoprì alti incarichi tra le due guerre mondiali. Tra i primi sostenitori della Reggenza dell'ammiraglio Miklós Horthy di cui fu Aiutante di campo dal 1933 al 1941, fu Capo della Cancelleria Militare (1935-1938), Capo di stato maggiore dell'esercito (1938-1940) e aiutante generale della Cancelleria Militare (1940-1942). Membro della Camera alta del Parlamento fino all’ottobre 1944, durante il colpo dei stato effettuato dal Partito delle Croci Frecciate fu arrestato e imprigionato nel campo di concentramento di Dachau dalla Gestapo.  Qui venne liberato dalla truppe americane nell'aprile 1945. Non rientrò più in Ungheria, vivendo in esilio in Austria fino alla sua morte.

## Biografia
Nacque a Pécs l’8 gennaio 1884, all’interno di un'antica famiglia di religione cattolica originaria della Baranya, figlio dell’avvocato Ferenc Fischer  (1852-1940) e della nobildonna Margit Krasznay (1863-1945). Tra il 1895 e il 1905 frequentò le Imperiali e reali Accademie militari di Kőszeg (1895-1899), della Moravia (1899-1902), e di Mödling (1902-1905).
Tra il 1909 e il 1912 frequentò l’Accademia militare Teresiana a Wiener Neustadt, partecipando alla prima guerra mondiale dove ricoprì svariati incarichi di Stato maggiore, dapprima presso quello centrale (1914-1917) e poi sul fronte italiano (1917-1918). Nel 1919 aderì alla Repubblica Sovietica di Ungheria, ma fu poi sostenitore del colpo di Stato che portò al potere come reggente l'ammiraglio Miklós Horthy, fu assegnato allo Stato maggiore della difesa, dove prestò servizio dal giugno al 1 dicembre 1920. 
Tra il dicembre 1920 e il 15 gennaio 1925 ricoprì l’incarico di Vice Direttore della Cancelleria Militare del Reggente, assumendo quindi l’incarico di Direttore della 4ª Sezione del VI Ufficio del Ministero della guerra, dove rimase fino al 1929, quando assunse l'incarico di comandante della 6ª Brigata mista di fanteria. Dal 19 gennaio 1931 al 1 maggio 1933 fu comandante della 1ª Brigata di cavalleria, assumendo quindi l'incarico di Vicecapo de Stato maggiore dell’esercito, ricoprendo tale incarico fino al 1935. Dal 1933 al 1941 ricoprì l’incarico di Aiutante di campo del Reggente, venendo nel frattempo promosso maggior generale il 1 maggio 1935.
Dal 1935 al 1938 fu Capo della Cancelleria Militare,  e in quell’anno fu nominato Capo di stato maggiore dell'esercito in sostituzione del tenente generale Jenő Rátz divenuto Ministro della Difesa del governo presieduto da Béla Imrédy. Durante la Crisi di Monaco il 6 settembre 1938 volò a Berlino dove ebbe colloqui con il suo omologo tedesco Franz Halder, ma non si arrivò alla firma di un accordo segreto in cui, in caso di attacco tedesco alla Cecoslovacchia, l’esercito ungherese sarebbe intervenuto a sostegno della Wehrmacht per l’opposizione dello stesso Hitler.
Il 3 gennaio 1940 cedette l’incarico di Capo di stato maggiore al generale Henrik Werth, e fu poi promosso generale d’artiglieria (tüzérségi tabornok) nel maggio 1940. Nei primi anni della seconda guerra mondiale prestò servizio come Aiutante generale della Cancelleria Militare, fino al 1 novembre 1942, e ritirandosi a vita privata il 1 febbraio 1943, divenendo membro della Camera alta del Parlamento fino all’ottobre 1944. 
Durante il colpo di Stato effettuato dal Partito delle Croci Frecciate (15-16 ottobre 1944) fu arrestato e imprigionato nel campo di concentramento di Dachau dalla Gestapo insieme a suo fratello Ferenc Keresztes-Fischer. Liberato dalla truppe americane nell’aprile 1945, dopo la fine della guerra visse all’estero, e si spense a Vöcklabruck, Austria, il 29 aprile 1948, appena due mesi dopo la morte del fratello Ferenc.

### Periodici
- (EN) Andris Kursietis, Colonel-General Gusztáv Jány, in Magyar Front, n. 3, Vancouver, International Hungarian Military History Preservation Society, estate 2013,  pp. 5-11.